# Jin Yuzhang
Jin Yuzhang (em Chinês: 金毓嶂, nasceu em 3 de maio de 1942) é o atual herdeiro dos imperadores Qing da China, embora ele mesmo não se importe com o título de Imperador da China e nem o reconheça. Ele é filho de Jin Youzhi e é sobrinho de Pu Yi, o último imperador da China. As últimas regras de sucessão publicadas para o Clã Aisin Gioro, aprovada em 1937, prevê a exclusividade da sucessão do sexo masculino, descendentes, irmãos e meio-irmãos.  Assumiu a chefia do clã, em 2015, após a morte de seu pai, então chefe do Clã Aisin Gioro.
Jin se aposentou como vice-diretor do distrito governamental Chongwen em Pequim, em 2008.
Ele tem uma filha, Jin Xin (金鑫) (n. 1976), mas como as mulheres não são elegíveis para a sucessão, seu atual herdeiro aparente é o seu irmão mais novo Jin Yuquan (金毓峑) (n. 1946).[carece de fontes?]